# 元老院広場 (ヘルシンキ)
元老院広場（げんろういんひろば、フィンランド語: Senaatintori, 英語: Senate Square）は、フィンランド・ヘルシンキの中心部にある広場である。ヘルシンキ元老院広場とも表記される。

## 概要

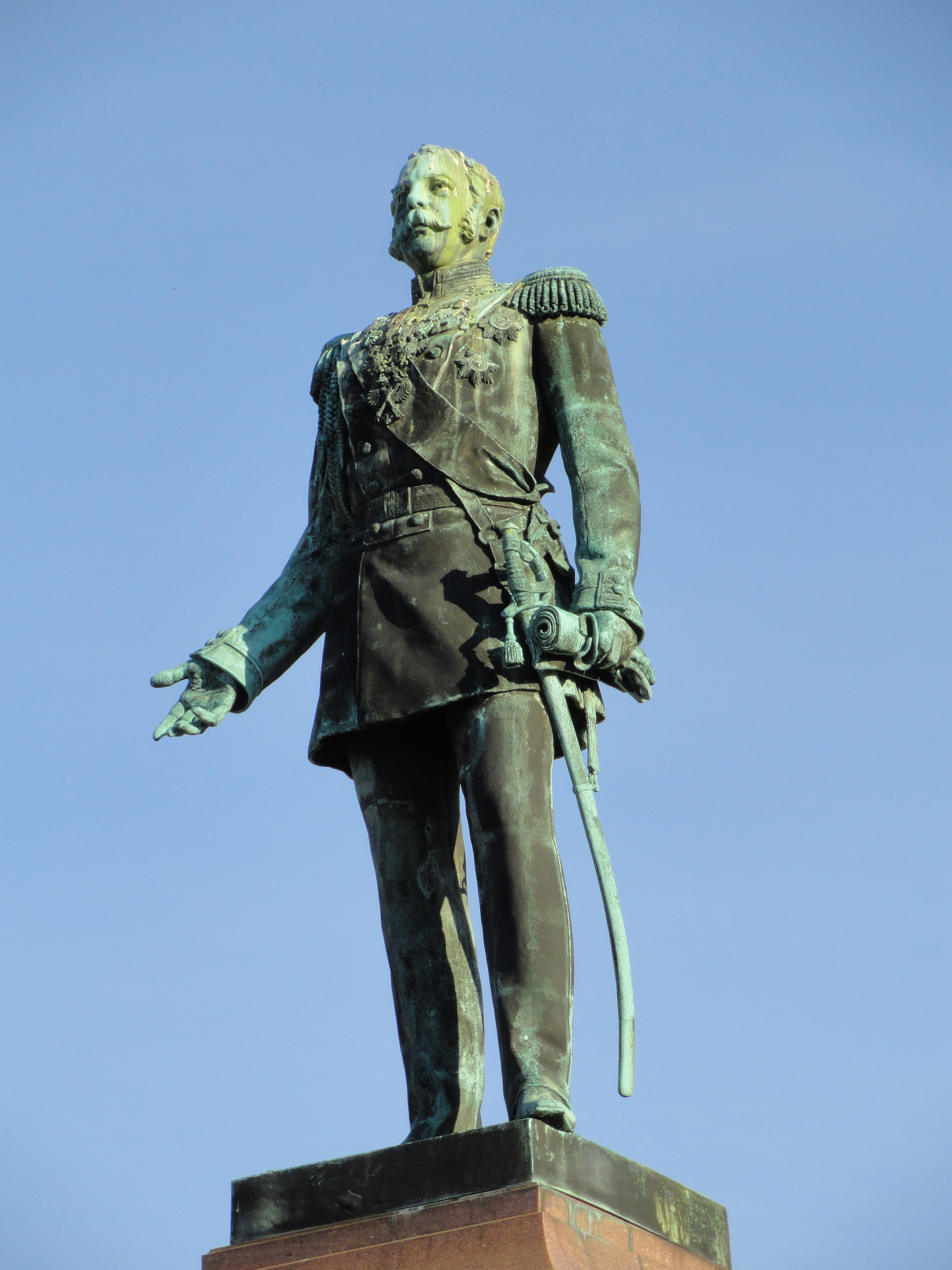
アレクサンドル2世像

広場の中央部には、アレクサンドル2世の像が建てられている。この像は、フィンランドの彫刻家、ウォルター・ルーネベリ (en:Walter Runeberg) によってデザインされたものであり、アレクサンドル2世がフィンランドの国会を再建したことを記念して建てられた。広場の北西部には、ウルリカ・エレオノーラ教会 (fi:Ulrika Eleonoran kirkko (Helsinki)) の記念碑がある。
広場の面積は、およそ 6,500 平方メートルであり、広場には御影石が敷き詰められている。広場の北側には、ヘルシンキ大聖堂があり、西側には、ヘルシンキ大学の本館がある。広場の東側には、フィンランド政府宮殿 (fi:Valtioneuvoston linna) があり、北西には、国立図書館 (en:National Library of Finland) がある。

## 由来
この場所には、1640年代にはすでに、市庁舎の他に、墓地や教会などが存在しており、墓地と教会については、1820年代末期まで存在していた。1640年代に建てられた教会は、火災によって破壊されている。

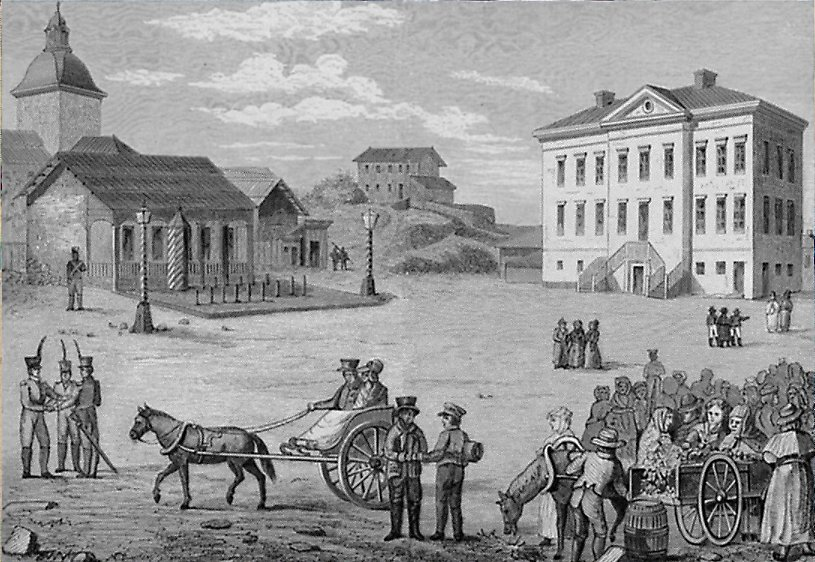
1820年当時の元老院広場

1727年には、木造の教会、ウルリカ・エレオノーラ教会が創設された。この教会は1827年に取り壊され、やがて元老院広場が造られた。広場は、カール・ルドヴィク・エンゲル (en:Carl Ludvig Engel) によって設計された。

1894年、アレクサンドル2世の像が完成される。1937年、ウルリカ・エレオノーラ教会の記念碑が設置される。2013年から、研究者らによって、広場の地下にある墓地の発掘調査が行われている。